# Adonisea meadi
Adonisea meadi là một loài bướm đêm trong họ Noctuidae.